# Contea di Lumpkin
La contea di Lumpkin (in inglese Lumpkin County) è una contea dello Stato della Georgia, negli Stati Uniti. La popolazione al censimento del 2000 era di 21 016 abitanti. Il capoluogo di contea è Dahlonega.